# 安土町 (大阪市)
安土町（あづちまち）は、大阪府大阪市中央区の町名。現行行政地名は安土町一丁目から安土町三丁目。

## 地理
船場のうち北から10番目の町で、北は備後町、南と西は本町、東は東横堀川を挟んで本町橋とそれぞれ接する。西端は御堂筋となっており、船場のうち4丁目がない唯一の町である。
地内中央を東西に安土町通が通っており、かつては近江商人の店がこの界隈に集積していた。

### 河川
- 東横堀川

## 歴史
現在の1丁目のうち一丁目筋のやや西側 - 堺筋間は、1618年（元和4年）に靱町・天満町（現：中央区伏見町1丁目・同2丁目）から生魚商人たちが移住してきた所で、上魚屋町と称した。また、現在の3丁目のうち丼池筋 - 心斎橋筋間は升屋町、心斎橋筋以西は浄覚町という町名だった。
1872年（明治5年）に安土町1丁目、上魚屋町、安土町2 - 3丁目、升屋町の南半分、浄覚町を統合して安土町1 - 4丁目に改編され、1989年（平成元年）に現行の安土町1 - 3丁目に改編された。

### 地名の由来
この界隈は近江商人の店が集積しており、その出身地である安土から名付けられた。

## 世帯数と人口
2019年（平成31年）3月31日現在の世帯数と人口は以下の通りである。
| 丁目                 | 世帯数  | 人口  |
| -------------------- | ------- | ----- |
| 安土町一丁目         | 130世帯 | 219人 |
| 安土町二丁目・三丁目 | 75世帯  | 144人 |
| 計                   | 205世帯 | 363人 |

### 人口の変遷
国勢調査による人口の推移。
| 1995年（平成7年）  | 148人 | [ 6 ]  |  |
| 2000年（平成12年） | 118人 | [ 7 ]  |  |
| 2005年（平成17年） | 241人 | [ 8 ]  |  |
| 2010年（平成22年） | 259人 | [ 9 ]  |  |
| 2015年（平成27年） | 318人 | [ 10 ] |  |

### 世帯数の変遷
国勢調査による世帯数の推移。
| 1995年（平成7年）  | 64世帯  | [ 6 ]  |  |
| 2000年（平成12年） | 62世帯  | [ 7 ]  |  |
| 2005年（平成17年） | 135世帯 | [ 8 ]  |  |
| 2010年（平成22年） | 148世帯 | [ 9 ]  |  |
| 2015年（平成27年） | 166世帯 | [ 10 ] |  |

## 事業所
2016年（平成28年）現在の経済センサス調査による事業所数と従業員数は以下の通りである。
| 丁目         | 事業所数  | 従業員数 |
| ------------ | --------- | -------- |
| 安土町一丁目 | 267事業所 | 3,657人  |
| 安土町二丁目 | 168事業所 | 3,375人  |
| 安土町三丁目 | 194事業所 | 2,725人  |
| 計           | 629事業所 | 9,757人  |

## 施設

### 公共施設
- 大阪国際ビルディング
- 桃山学院大学大阪本町オフィス

### 企業
- 野村貿易
- 内外トランスライン
- SRSホールディングス（宮本むなし）
- 三共生興
- ボスインターナショナル
- シャープファイナンス
- 昭栄薬品
- 常盤薬品工業
- 大阪有機化学工業

### 金融機関
- 第四北越銀行 大阪支店

### かつて存在した施設
- 野村トレーディング・ホールディングス
- ミノルタ

## 交通

### 鉄道
- 最寄り駅はOsaka Metroの本町駅および堺筋本町駅。

### 道路
高速
- 阪神高速1号環状線

国道
- 国道25号（御堂筋）

主要地方道
- 大阪府道102号恵美須南森町線（堺筋）

## 出身・ゆかりのある人物
- 伊藤萬助（羽州屋、洋織物商）[12]
- 祭原伊太郎（祭原商店代表、洋酒缶詰商）[13]
- 祭原邦太郎（祭原商店社長、洋酒食料品商）

## その他

### 日本郵便
- 〒541-0052[3]（集配局：大阪東郵便局[14]）